# Bredemeyera fruticulosa
Bredemeyera fruticulosa là một loài thực vật có hoa trong họ Polygalaceae. Loài này được Kassau mô tả khoa học đầu tiên năm 1931.